# Adelheid Kiesinger
Adelheid Kiesinger (* 1944) war von 2000 bis 2018 Stellvertretende Richterin am Verfassungsgerichtshof für das Land Baden-Württemberg.

## Leben

### Ergotherapeutin
Adelheid Kiesinger war von Beruf Ergotherapeutin. Seit 1968 arbeitete sie im SRH Klinikum Karlsbad-Langensteinbach, einem privaten Konzern für Bildungs- und Gesundheitsdienstleistungen. Zunächst leitete sie die Ergotherapie. Später baute sie die Öffentlichkeitsarbeit im Klinikum auf. Sie war langjährige Vorsitzende des Verbandes der Beschäftigungs- und Arbeitstherapeuten (Ergotherapeuten) in der zweiten Amtszeit von 1984 bis 1990.

### Richterin am Verfassungsgerichtshof für das Land Baden-Württemberg
Kiesinger wurde am 29. Juni 2000 für die Wahlperiode 2000–2009 vom Landtag Baden-Württemberg für die Gruppe der Stellvertretenden Mitglieder ohne die Befähigung zum Richteramt mit 90 von 107 Stimmen in den Verfassungsgerichtshof für das Land Baden-Württemberg gewählt. Sie war zunächst Stellvertreterin für Sybille Stamm und nach deren Rücktritt vor Ende der Wahlperiode für Leni Breymaier. Für die Wahlperiode 2009–2018 wurde sie mit 105 von 117 Stimmen als Stellvertreterin von Leni Breymaier wiedergewählt. Ab 2016 war sie Stellvertreterin von Rosa-Maria Reiter, da Leni Breymaier das Amt vorzeitig aufgab. Kiesinger wurde 2018 verabschiedet.

### Soziales und politisches Engagement
Im Rentenalter engagierte sich Kiesinger ehrenamtlich in verschiedenen sozialen Projekten. Außerdem kandidierte sie für den Ortschaftsrat ihrer Heimatgemeinde Ittersbach. Adelheid Kiesinger ist Mitglied der CDU und der Frauen-Union.

### Privates
Adelheid Kiesinger ist verheiratet mit Peter Kiesinger, Sohn des ehemaligen Bundeskanzlers Kurt Georg Kiesinger. Sie haben drei erwachsene Kinder.

## Publikationen
- Beschäftigungstherapie als wichtiger Grundpfeiler der Rehabilitation von Patienten mit Schäden des Stütz- und Bewegungsapparates. In: J. F. Scholz (Hrsg.): Rehabilitation als Schlüssel zum Dauerarbeitsplatz. Rehabilitationskongress Heidelberg 1978. Springer-Verlag, Berlin/Heidelberg 1979, ISBN 3-662-09730-3.